# Gouvernement Kreisky IV
 (août 2023).
Si vous disposez d'ouvrages ou d'articles de référence ou si vous connaissez des sites web de qualité traitant du thème abordé ici, merci de compléter l'article en donnant les références utiles à sa vérifiabilité et en les liant à la section « Notes et références ».
IIe République d'Autriche
Kreisky III Sinowatz
Le gouvernement Kreisky IV (en allemand : Bundesregierung Kreisky IV) est le gouvernement fédéral autrichien entre le 5 juin 1979 et le 24 mai 1983, durant la quinzième législature du Conseil national.

## Majorité et historique
Dirigé par le chancelier fédéral social-démocrate sortant Bruno Kreisky, ce gouvernement est constitué et soutenu par le seul Parti socialiste d'Autriche (SPÖ), qui dispose de 95 députés sur 183, soit 51,9 % des sièges au Conseil national.
Il a été formé à la suite des élections législatives du 6 mai 1979 et succède au gouvernement Kreisky III, également soutenu par les seuls sociaux-démocrates.
Aux élections législatives du 24 avril 1983, le SPÖ recule de trois points et cinq sièges, perdant ainsi sa majorité absolue, acquise en 1971. En conséquence de cet échec, et bien que son parti soit toujours la première force politique d'Autriche, le chancelier Kreisky renonce à se succéder. Le parti lui choisit comme successeur le vice-chancelier Fred Sinowatz, qui constitue une « coalition rouge-bleue » avec le Parti libéral d'Autriche (FPÖ) et forme son gouvernement.
Le gouvernement Kreisky IV est le dernier gouvernement fédéral autrichien constitué d'un seul parti et le dernier disposant d'une majorité absolue d'une seule formation au Conseil national.

## Composition

### Initiale (5 juin 1979)
- Par rapport au gouvernement Kreisky III, les nouveaux ministres sont indiqués en gras, ceux ayant changé d'attributions en italique.

| Fonction                                                            | Titulaire | Titulaire          | Parti |
| ------------------------------------------------------------------- | --------- | ------------------ | ----- |
| Chancelier fédéral                                                  |           | Bruno Kreisky      | SPÖ   |
| Vice-chancelier Ministre fédéral des Finances                       |           | Hannes Androsch    | SPÖ   |
| Ministre fédéral des Affaires étrangères                            |           | Willibald Pahr     | Sans  |
| Ministre fédéral de la Protection sociale                           |           | Gerhard Weißenberg | SPÖ   |
| Ministre fédéral de la Santé et de la Protection de l'environnement |           | Ingrid Leodolter   | SPÖ   |
| Ministre fédéral de l'Intérieur                                     |           | Erwin Lanc         | SPÖ   |
| Ministre fédéral de la Justice                                      |           | Christian Broda    | SPÖ   |
| Ministre fédéral de l'Agriculture et des Forêts                     |           | Günter Haiden      | SPÖ   |
| Ministre fédéral des Transports                                     |           | Karl Lausecker     | SPÖ   |
| Ministre fédéral de la Défense nationale                            |           | Otto Rösch         | SPÖ   |
| Ministre fédéral de l'Enseignement et des Arts                      |           | Fred Sinowatz      | SPÖ   |
| Ministre fédéral du Commerce, de l'Artisanat et de l'Industrie      |           | Josef Staribacher  | SPÖ   |
| Ministre fédéral des Travaux publics et de la Technologie           |           | Josef Moser        | SPÖ   |
| Ministre fédéral de la Science et de la Recherche                   |           | Hertha Firnberg    | SPÖ   |

### Remaniement du 8 octobre 1979
- Les nouveaux ministres sont indiqués en gras, ceux ayant changé d'attributions en italique.

| Fonction | Titulaire | Titulaire          | Parti |
| --- | --------- | ------------------ | ----- |
| Chancelier fédéral |           | Bruno Kreisky      | SPÖ   |
| Vice-chancelier Ministre fédéral des Finances                                                                                   |           | Hannes Androsch    | SPÖ   |
| Ministre fédéral des Affaires étrangères                                                                                        |           | Willibald Pahr     | Sans  |
| Ministre fédéral de la Protection sociale                                                                                       |           | Gerhard Weißenberg | SPÖ   |
| Ministre fédéral de l'Intérieur                                                                                                 |           | Erwin Lanc         | SPÖ   |
| Ministre fédéral de la Justice                                                                                                  |           | Christian Broda    | SPÖ   |
| Ministre fédéral de l'Agriculture et des Forêts                                                                                 |           | Günter Haiden      | SPÖ   |
| Ministre fédéral des Transports Ministre fédéral des Travaux publics et de la Technologie (intérim)                             |           | Karl Lausecker     | SPÖ   |
| Ministre fédéral de la Défense nationale                                                                                        |           | Otto Rösch         | SPÖ   |
| Ministre fédéral de l'Enseignement et des Arts                                                                                  |           | Fred Sinowatz      | SPÖ   |
| Ministre fédéral du Commerce, de l'Artisanat et de l'Industrie                                                                  |           | Josef Staribacher  | SPÖ   |
| Ministre fédéral de la Science et de la Recherche Ministre fédéral de la Santé et de la Protection de l'environnement (intérim) |           | Hertha Firnberg    | SPÖ   |

### Remaniement du 5 novembre 1979
- Les nouveaux ministres sont indiqués en gras, ceux ayant changé d'attributions en italique.

| Fonction                                                            | Titulaire | Titulaire | Parti |
| ------------------------------------------------------------------- | --------- | --- | ----- |
| Chancelier fédéral                                                  |           | Bruno Kreisky | SPÖ   |
| Vice-chancelier Ministre fédéral des Finances                       |           | Hannes Androsch                                                                                                  | SPÖ   |
| Ministre fédéral des Affaires étrangères                            |           | Willibald Pahr                                                                                                   | Sans  |
| Ministre fédéral de la Protection sociale                           |           | Gerhard Weißenberg (jusqu'au 01/10/1980) Herbert Salcher (par intérim) Alfred Dallinger (à partir du 09/10/1980) | SPÖ   |
| Ministre fédéral de la Santé et de la Protection de l'environnement |           | Herbert Salcher                                                                                                  | SPÖ   |
| Ministre fédéral de l'Intérieur                                     |           | Erwin Lanc | SPÖ   |
| Ministre fédéral de la Justice                                      |           | Christian Broda                                                                                                  | SPÖ   |
| Ministre fédéral de l'Agriculture et des Forêts                     |           | Günter Haiden | SPÖ   |
| Ministre fédéral des Transports                                     |           | Karl Lausecker                                                                                                   | SPÖ   |
| Ministre fédéral de la Défense nationale                            |           | Otto Rösch | SPÖ   |
| Ministre fédéral de l'Enseignement et des Arts                      |           | Fred Sinowatz | SPÖ   |
| Ministre fédéral du Commerce, de l'Artisanat et de l'Industrie      |           | Josef Staribacher                                                                                                | SPÖ   |
| Ministre fédéral des Travaux publics et de la Technologie           |           | Karl Sekanina | SPÖ   |
| Ministre fédéral de la Science et de la Recherche                   |           | Hertha Firnberg                                                                                                  | SPÖ   |

### Remaniement du 20 janvier 1981
- Les nouveaux ministres sont indiqués en gras, ceux ayant changé d'attributions en italique.

| Fonction                                                            | Titulaire | Titulaire         | Parti |
| ------------------------------------------------------------------- | --------- | ----------------- | ----- |
| Chancelier fédéral                                                  |           | Bruno Kreisky     | SPÖ   |
| Vice-chancelier Ministre fédéral de l'Enseignement et des Arts      |           | Fred Sinowatz     | SPÖ   |
| Ministre fédéral des Affaires étrangères                            |           | Willibald Pahr    | Sans  |
| Ministre fédéral de la Protection sociale                           |           | Alfred Dallinger  | SPÖ   |
| Ministre fédéral des Finances                                       |           | Herbert Salcher   | SPÖ   |
| Ministre fédéral de la Santé et de la Protection de l'environnement |           | Kurt Steyrer      | SPÖ   |
| Ministre fédéral de l'Intérieur                                     |           | Erwin Lanc        | SPÖ   |
| Ministre fédéral de la Justice                                      |           | Christian Broda   | SPÖ   |
| Ministre fédéral de l'Agriculture et des Forêts                     |           | Günter Haiden     | SPÖ   |
| Ministre fédéral des Transports                                     |           | Karl Lausecker    | SPÖ   |
| Ministre fédéral de la Défense nationale                            |           | Otto Rösch        | SPÖ   |
| Ministre fédéral du Commerce, de l'Artisanat et de l'Industrie      |           | Josef Staribacher | SPÖ   |
| Ministre fédéral des Travaux publics et de la Technologie           |           | Karl Sekanina     | SPÖ   |
| Ministre fédéral de la Science et de la Recherche                   |           | Hertha Firnberg   | SPÖ   |